# Trichoderma aggressivum
Trichoderma aggressivum is een schimmel die behoort tot de orde Hypocreales van de ascomyceten. De groene schimmel kan veel schade veroorzaken bij de teelt van champignons doordat het de groei van Agaricus bisporus remt. Ook de teelt van shiitake (Lentinula edodes) en gewone oesterzwam (Pleurotus ostreatus) ondervindt schade van de schimmel.
De optimale groei vindt plaats tussen de 25 en 30 °C.
Sinds de negentigerjaren van de twintigste eeuw ontstonden er agressievere vormen. Er worden de volgende agressieve formae onderscheiden:
- Trichoderma aggressivum f. aggressivum (voorheen: Trichoderma harzianum type  Th4); komt voor in Noord-Amerika
- Trichoderma aggressivum f. europaeum (voorheen: Trichoderma harzianum type  Th2); komt voor in Europa

Niet agressieve vormen zijn Th1 en Th3.
Alleen de hoofdas heeft vertakte conidioforen met lange, 20-50 µm, internodiën, die aan de top flesvormige fialiden met aan de top een nek dragen. De groene, bijna ronde tot ovaalachtige, ongeveer 30 µm grote conidia hebben een gladde wand. Chlamydosporen zijn alleen in één cultuur waargenomen.